# كريس براندون
كريس براندون (بالإنجليزية: Chris Brandon)‏ (7 أبريل 1976 ببرادفورد في المملكة المتحدة - ) هو لاعب كرة قدم بريطاني في مركز الوسط. لعب مع برادفورد سيتي ونادي بلاكبول ونادي بوليس تيرو ونادي تشيسترفيلد ونادي توركي يونايتد وهدرسفيلد تاون وPTT Rayong F.C. ‏ وستافورد رينجرز وFarsley Celtic F.C. ‏ ونادي برادفورد بارك أفنيو.

## وصلات خارجية
- كريس براندون على موقع قاعدة بيانات كرة القدم.إي يو (الإنجليزية)
- كريس براندون على موقع Soccerbase.com (لاعب) (الإنجليزية)